# Carcariass
Carcariass é uma banda francesa de death metal.

## Biografia
Carcariass foi criada em 1995, em França. O nome da banda vem de Carcharodon Carcharias, o nome latino para o grande tubarão branco. Os músicos do grupos são franceses e suíços.
Em 1995 foi gravada a primeira demo da banda. Esta demo de 20 minutos proporcionou à banda algum reconhecimento e alguns concertos para a banda italiana Sadist. 
Em Fevereiro de 1997 é lançado o primeiro álbum, Hell On Earth. Em Setembro do ano seguinte é lançado o segundo álbum, Sideral Torment.
Em Janeiro de 2004 Jérome Lachenal é contratado como segundo guitarrista.
Em 2017 a banda se apresentou no Hellfest, maior festival de metal da França.

## Membros

### Actuais
- Pascal Lanquetin – guitarra
- Jérôme Lachenal – guitarra
- Raphaël Couturier – baixo, vocais
- Bertrand Simonin – bateria

## Discografia
- 1994 - Ancestral War (demo)
- 1997 - Hell On Earth (Full Album in Free Download On their Website !)
- 1998 – Sideral Torment (Full Album in Free Download On their Website !)
- 2002 – Killing Process (4 songs in Free Download On their Website !)
- 2009 - E-xtinction